# Live at Shepherd's Bush, London
Live! At Shepherd's Bush, London är DVD av hårdrockbandet Europe. Inspelad från livespelning O2 Shepherds Bush Empire i London, England 19 februari 2011. Den 15 juni 2011 släpptes DVD och Blu-ray. 
Med både DVD och Blu-ray följer en live-cd.

## Sång lista
1. "Last Look at Eden"
2. "The Beast"
3. "Rock the Night"
4. "Scream of Anger"
5. "No Stone Unturned"
6. "Carrie"
7. "The Getaway Plan"
8. Guitar Feature: "The Loner" (tribute to Gary Moore)
9. "Seventh Sign"
10. "New Love in Town"
11. "Love is Not the Enemy"
12. "More Than Meets the Eye"
13. Drum Feature: William Tell Overture
14. "Always the Pretenders"
15. "Start from the Dark"
16. "Superstitious"
17. "Doghouse"
18. "The Final Countdown"

## Extra live CD
1. "Prelude"
2. "Last Look at Eden"
3. "The Beast"
4. "Rock the Night"
5. "Scream of Anger"
6. "No Stone Unturned"
7. "Carrie"
8. "The Getaway Plan"
9. "Seventh Sign"
10. "New Love in Town"
11. "Love is Not the Enemy"
12. "More Than Meets the Eye"
13. "Always the Pretenders"
14. "Start from the Dark"
15. "Superstitious"
16. "The Final Countdown"

## Bandmedlem
- Joey Tempest
- John Norum
- John Levén
- Mic Michaeli
- Ian Haugland